# Heliocopris haroldi
Heliocopris haroldi là một loài bọ cánh cứng trong họ Bọ hung (Scarabaeidae).